# Ermo (figlio di Oceano)
Ermo, nella mitologia greca era una divinità che abitava il fiume omonimo (l'attuale Gediz) situato nell'antica regione della Lidia (moderna Turchia). Come la maggior parte delle divinità fluviali, Ermo era il figlio di Oceano e Teti. Egli fu il padre delle ninfe della Lidia.